# Elvis Is Back!
| Recensione                    | Giudizio |
| ----------------------------- | -------- |
| AllMusic                      |          |
| Daily Express                 |          |
| Encyclopedia of Popular Music | [ 2 ]    |
| MusicHound                    | 4/5      |
| Music Story                   | [ 2 ]    |
| PopMatters                    |          |
| Record Collector              | [ 4 ]    |
| Rolling Stone                 |          |
| The Rolling Stone Album Guide | [ 2 ]    |
| Rough Guides                  | [ 5 ]    |

Elvis is Back! è il sesto album in studio di Elvis Presley, pubblicato nel 1960 negli Stati Uniti. Fu il primo disco di materiale inedito pubblicato da Presley dopo essere stato congedato dal servizio militare.

## Descrizione
L'album includeva 12 canzoni registrate da Elvis Presley nello studio B della RCA a Nashville, Tennessee, fra il 20 marzo ed il 4 aprile 1960, durante la sua prima seduta di registrazione post-militare.

## Accoglienza
Le vendite superarono ben presto il milione di copie e l'album raggiunse il secondo posto della classifica americana stilata da Billboard, ove stazionò per 56 settimane.

## Tracce
Lato A:
1. Make Me Know it
2. Fever
3. The Girl of my Best Friend
4. I Will Be Home Again
5. Dirty, Dirty Feeling
6. Thrill of Your Love

Lato B:
1. Soldier Boy
2. Such a Night
3. It Feels So Right
4. The Girl Next Door Went a' Walking
5. Like a Baby
6. Reconsider Baby

## Formazione
- Elvis Presley – voce, chitarra acustica
- Scotty Moore - chitarra elettrica
- Hank Garland – chitarra elettrica, basso
- Floyd Cramer – pianoforte
- Bob Moore – contrabbasso
- D. J. Fontana – batteria
- Buddy Harman – batteria
- The Jordanaires – cori
- Boots Randolph – sassofono
- Charlie Hodge – coro (in I Will Be Home Again)